# 大井本線料金所

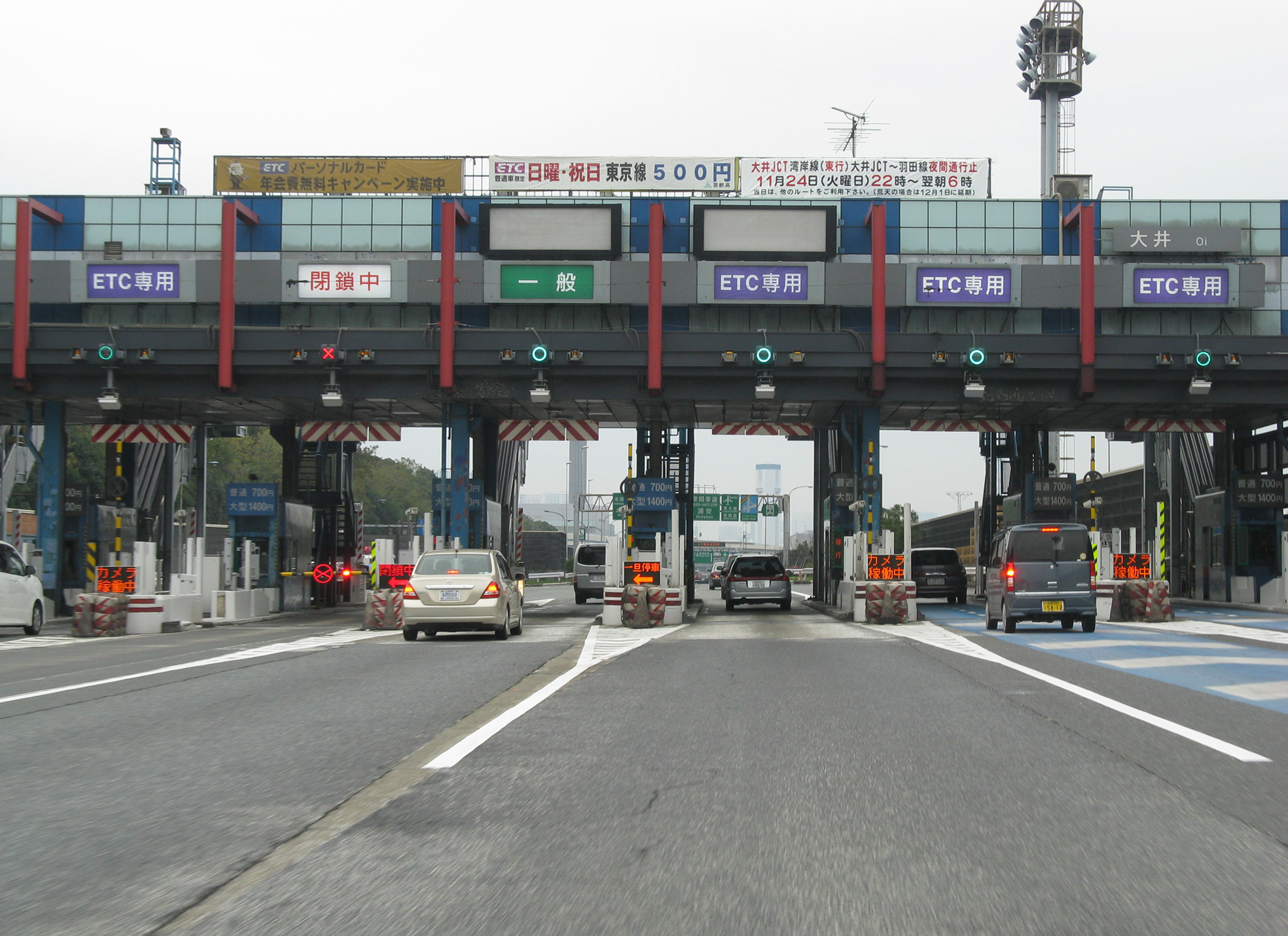
大井本線料金所

大井本線料金所（おおいほんせんりょうきんじょ）は、東京都品川区の首都高速道路湾岸線の東行きにかつて設置されていた本線料金所である。

## 概要
かつては首都高速道路東京線の料金を徴収していた本線料金所である。2012年1月1日の距離別料金への移行に伴い川崎浮島JCTの東京湾アクアラインからの流入車と入口料金所が設置されていない浮島出入口(東行き)、空港中央出入口、羽田線の羽田出入口、空港西出入口の流入車のみ料金を徴収し、それ以外の車両は領収書の確認を行っていた。
首都高速道路のうち、特に交通量が多い本線料金所の一つでもあった。かつてはこの料金所を先頭に渋滞が激しく、ラジオの交通情報にもよく出ていた。そのため2003年（平成15年）には、ダブルブース化が行われた。ETCが普及した2005年（平成17年）頃からは徐々に緩和しつつあったが、2015年（平成27年）3月7日に、本料金所からすぐ先に中央環状線の大井JCTが設置されたため、本料金所に接している大井南入口から湾岸線へ入る交通と本料金所から中央環状線へ入る交通が本料金所の先で交錯することになり、交通量が多い時は本料金所から大井JCTまで、折り込み渋滞が発生していた。

### 運用停止
大井JCTなどの渋滞対策のため、前述の料金所が設置されていない5入口に入口料金所（湾岸浮島料金所（東行き方面、東京湾アクアラインと浮島入口の入口料金所を兼ねる）、空港中央入口料金所、羽田入口料金所、空港西入口料金所）を設置し大井本線料金所、羽田線平和島本線料金所を廃止することを2018年3月16日正式に発表した。
そして、2018年5月14日22時に料金収受業務が終了し、同年5月20日22時をもって本線料金所が廃止され、後日料金ブース等が撤去された。
なお、2019年4月15日からは、本線料金所跡地に大井JCTの分岐点が移設され、それに伴い、大井南入口は湾岸線東行き方面へ流入不可になり、中央環状線外回り行きのみの接続になるとともに中環大井南入口に名称が変更された。これにより交錯が解消し、更に交通の円滑化が図られるとされる。

## 路線
- 首都高速湾岸線

## 料金所施設
ブース数：2

### 大井南入口料金所
- ブース数：2
  - ETC専用：1
  - ETC/一般：1

## かつて存在した施設

### 大井本線料金所
- ブース数：7
  - ETC専用：3
  - ETC/一般：1
  - 一般：3

## 隣
首都高速湾岸線
(B16,B17)空港中央出入口 - 東海JCT - 大井PA（西行き） - (002,003A)大井南出入口/大井TB（廃止） -  大井JCT - 大井PA（東行き） -   (003B)大井出入口